# Dívčí Kopy
Dívčí Kopy é uma comuna checa localizada na região da Boêmia do Sul, distrito de Jindřichův Hradec.